# Глухув (Груєцький повіт)
Глухув (пол. Głuchów) — село в Польщі, у гміні Груєць Груєцького повіту Мазовецького воєводства.
Населення — 518 осіб (2011).
У 1975-1998 роках село належало до Радомського воєводства.

## Демографія
Демографічна структура станом на 31 березня 2011 року:
|          | Загалом | Допрацездатний вік | Працездатний вік | Постпрацездатний вік |
| -------- | ------- | ------------------ | ---------------- | -------------------- |
| Чоловіки | 243     | 47                 | 174              | 22                   |
| Жінки    | 275     | 56                 | 160              | 59                   |
| Разом    | 518     | 103                | 334              | 81                   |